# 台中市公車328路
台中市公車328路目前行駛自興大附農(台中路)到仁友停車場，由巨業交通營運，主要行駛於臺灣大道公車專用道和台中產業園區路段。

## 歷史
- 2012年11月7日：取消「立體停車場」站。
- 2013年4月17日：因仁友客運財務狀況吃緊，致人車調度無法因應所屬路線班次需求。交通局召開會議，初步決定由全航客運代駛本路線[2]。
- 2013年4月29日：路線公告釋出[3]。
- 2013年6月1日：仁友客運釋出此路線，評選結果由豐榮客運接駛台中市公車48路[4]。
- 2013年7月23日：調整發車時刻[5]。
- 2013年10月19日：2013臺中爵士音樂節[6]。
- 2013年11月28日：2013泰迪熊台中樂活嘉年華[7]。
- 2014年1月2日：推出復古車行駛[8]。
- 2014年1月10日：加停「臺灣薄膜」、「五權西工業區23路口」、「五權西工業區21路口」三站[9]。
- 2014年2月24日：班次由38班增加至41班[10]。復古車行駛班次[11]。
- 2014年4月28日：TVBS電視媒體採訪實錄[12](YouTube[13]、鳳凰衛視[14])。
- 2014年5月1日：「仁愛醫院（中正路）」站併入「第二市場（中正路）」站[15]。
- 2014年6月30日：「中山醫院（五權路）」站更名為「五權臺灣大道口」。
- 2014年8月1日：往仁友東站方向，調整行駛動線，原行駛五權路─民權路，改為臺灣大道─三民路─民權路。「臺灣大道原子街口」和「臺灣大道中華路口」變更為雙邊設站，並加停「仁愛醫院」和「美榮藥局」站[16]。
- 2014年8月15日：「科學博物館」東行站牌移至臺灣大道二段429號，「科學博物館」西行站牌移至臺灣大道二段450號，「中正國小」東行站牌移至臺灣大道二段229號[17]。
- 2014年8月18日：往仁友東站方向，調整行駛動線，原行駛臺灣大道─三民路─民權路─自由路─雙十路，取消「美榮藥局」、「臺中州廳」、「合作金庫」、「彰化銀行（自由路）」、「電力公司」、「干城站」等站位﹔改為直行臺灣大道至臺中車站，加停「第二市場（臺灣大道）」、「彰化銀行（臺灣大道）」、「第一廣場」、「臺中車站（臺灣大道）」[18]。另外增加區間車「臺中車站－茄苳腳」[19]。
- 2014年8月18日：班次由41班增加至44班[1]。
- 2014年8月26日：取消「臺灣大道五權路口」雙向站位[20]。
- 2014年9月26日：「中港新城」西行站位調整[21]。
- 2014年9月29日：「福安里」雙向站位調整[22]。
- 2014年10月18日：2014臺中爵士音樂節[23]。
- 2014年11月15日：2014泰迪熊台中樂活嘉年華[24]。
- 2014年12月31日：復古車開行最後正班車[11]。
- 2015年3月1日：停駛區間車[25]。
- 2015年3月31日：加停「裕國冷凍」、「工業區1與7路口」、「工業區1與12路口」、「工業區28與37路口」、「工業區28與33路口」、「工業區28與32路口」、「百容電子」等站位[26]。
- 2015年5月15日：試行「一車雙機多卡通」低底盤新車。
- 2015年10月23日：2015臺中花都藝術節[27]。
- 2015年12月11日：2015夢幻耶誕樂園[28]。
- 2015年12月12日：2015樂活熊城市嘉年華[29]。
- 2016年3月14日：起站調整至「干城站」，增停「嶺東文山六街口」，並調整部分班次[30]。
- 2019年10月9日：端點站調整至「興大附農(台中路)」，取消停靠第一廣場及干城站，加停台中車站(台灣大道)、第三市場、台中國小[30]。
- 2021年1月15日：臺灣大道段全線改行駛為優化公車專用道 往興大附農（台中路）方向取消「中港澄清醫院（臺灣大道）」改停「澄清醫院（專用道）」，來回方向取消停靠「中港新城」、「統聯轉運站」、「福安里（臺灣大道）」、「朝馬（臺灣大道）」、「秋紅谷（朝陽橋）」、「教師新村」、「新光三越」、「臺中市政府」、「捷運市政府站（臺灣大道）」、「何厝（臺灣大道）」、「頂何厝（臺灣大道）」、「忠明國小」、「科學博物館（臺灣大道）」、「中正國小」、「臺灣大道民權路口」及「茄苳腳」，改停「澄清醫院（專用道）」、「中港新城（專用道）」、「福安（專用道）」、「秋紅谷（專用道）」、「新光／遠百（專用道）」、「市政府（專用道）」、「頂何厝（專用道）」、「忠明國小（專用道）」、「科博館（專用道）」、「中正國小（專用道）」及「茄苳腳（專用道）」，縮短行駛時間由80分縮短55分[31]。
- 2023年4月1日：自4/1起由巨業交通代駛，班次與時刻暫無改變[32]。
- 2023年10月1日：巨業交通接駛，路線編號變更為328[33]。
- 2023年11月17日：為便利學生搭乘，自112年11月17日起調整發車時刻。
- 2024年4月8日：試辦取消停靠西屯區「工業區服務中心(工業區一路)」(往興大附農)公車招呼站，於5月9日正式實施。[34][35]
- 2025年2月14日：因「保安公園」(往春社公園)公車招呼站設置於臺中科技大學南屯校區大門口前，俟校區啟用後將影響民眾候車、公車停靠及學生交通安全，將調整站牌位置往北移設約110公尺，並更名為「臺中科技大學南屯校區(保安公園)」(雙向)。因遷移位置與既有「嶺東文山六街口」(往春社公園)公車招呼站距離僅約50公尺，故撤除「嶺東文山六街口」(往春社公園)公車招呼站之站位。

## 路線基本資料
全程行車里程數約22.5公里，全程行車時間約55分鐘。往仁友停車場53站，往興大副農(台中路)54站。
- 往仁友停車場：自興大副農(台中路)起，經台中國小、第三市場，沿臺灣大道經臺中車站、工業區一路、工業區十六路、工業區二十八路、五權西路、嶺東路、永春南路、到仁友停車場。

- 往興大附農(台中路)：自仁友停車場起，沿永春南路、嶺東路、五權西路、工業區二十八路、工業區十六路、工業區一路、臺灣大道、臺中車站、到第三市場、台中國小。

### 時刻表
- 時刻表僅供參考，請以巨業交通網站公告為準。時刻表更新日期為2025年3月26日。

| 台中市公車328路平日時刻列表 | 台中市公車328路平日時刻列表      | 台中市公車328路平日時刻列表 | 台中市公車328路平日時刻列表      |
| --------------------------- | -------------------------------- | --------------------------- | -------------------------------- |
| 興大附農(台中路) 開時刻     | 興大附農(台中路) 開備註          | 仁友停車場 開時刻           | 仁友停車場 開備註                |
| 06:00                       | -                                | 05:00                       | -                                |
| 06:20                       | -                                | 05:20                       | -                                |
| 06:40                       | -                                | 05:40                       | -                                |
| 07:00                       | -                                | 06:00                       | -                                |
| 07:40                       | -                                | 06:15                       | 停靠協和國小分校，寒暑假不停靠。 |
| 08:00                       | -                                | 06:40                       | -                                |
| 08:30                       | -                                | 07:00                       | -                                |
| 09:20                       | -                                | 07:40                       | -                                |
| 10:00                       | -                                | 08:00                       | -                                |
| 10:20                       | -                                | 08:30                       | -                                |
| 10:40                       | -                                | 09:00                       | -                                |
| 11:00                       | -                                | 09:20                       | -                                |
| 12:00                       | -                                | 10:00                       | -                                |
| 13:20                       | -                                | 12:00                       | -                                |
| 15:00                       | -                                | 13:30                       | -                                |
| 16:20                       | 停靠協和國小分校，寒暑假不停靠。 | 14:30                       | -                                |
| 17:00                       | -                                | 15:30                       | -                                |
| 18:10                       | -                                | 16:45                       | -                                |
| 18:40                       | -                                | 17:10                       | -                                |
| 19:00                       | -                                | 17:45                       | -                                |
| 19:40                       | -                                | 18:20                       | -                                |
| 21:10                       | -                                | 20:00                       | -                                |
| 21:40                       | -                                | 20:30                       | -                                |
| 22:00                       | -                                | 21:00                       | -                                |

| 台中市公車328路假日時刻列表 | 台中市公車328路假日時刻列表 | 台中市公車328路假日時刻列表 | 台中市公車328路假日時刻列表 |
| --------------------------- | --------------------------- | --------------------------- | --------------------------- |
| 興大附農(台中路) 開時刻     | 興大附農(台中路) 開備註     | 仁友停車場 開時刻           | 仁友停車場 開備註           |
| 06:00                       | -                           | 05:00                       | -                           |
| 07:00                       | -                           | 06:00                       | -                           |
| 08:00                       | -                           | 07:00                       | -                           |
| 10:00                       | -                           | 08:00                       | -                           |
| 12:00                       | -                           | 10:00                       | -                           |
| 13:30                       | -                           | 12:00                       | -                           |
| 15:30                       | -                           | 13:30                       | -                           |
| 16:00                       | -                           | 14:30                       | -                           |
| 17:00                       | -                           | 15:30                       | -                           |
| 18:20                       | -                           | 17:00                       | -                           |
| 19:20                       | -                           | 18:00                       | -                           |
| 20:20                       | -                           | 19:00                       | -                           |
| 21:10                       | -                           | 20:00                       | -                           |
| 22:00                       | -                           | 21:00                       | -                           |

### 收費
- 依里程計費[36]。
- 刷電子票證者10公里以內免費。
- 投現金者里程計費說明：
  - 基本里程：8公里。
  - 基本里程票價全票20元、半票11元。
  - 超過基本里程（8公里）計費方式：
    - 全票=[2.431 x 搭乘里程數x (1+5%營業稅)] （四捨五入）
    - 半票=[2.431 x 搭乘里程數x (1+5%營業稅)] x 50% （四捨五入）

  - 兒童、老人、身心障礙者及其陪伴者依規定半票收費。

### 停站
參見右側站牌及下方路線圖，藍色路段為行駛優化公車專用道。